# Tomasz Justyński
Tomasz Justyński (ur. 1964) – polski prawnik, doktor habilitowany nauk prawnych, specjalista prawa cywilnego, nauczyciel akademicki Uniwersytetu Mikołaja Kopernika w Toruniu, od 2012 dziekan Wydział Prawa i Administracji Uniwersytetu Mikołaja Kopernika w Toruniu. Radca prawny.

## Życiorys
W 1989 ukończył studia prawnicze na Wydziale Prawa i Administracji UMK (WPiA UMK), a w 1995 podyplomowe wyższe studia europejskie (LL.M) na Uniwersytecie w Pasawie w Niemczech. W 1999 na podstawie rozprawy pt. Nadużycie prawa w polskim prawie cywilnym uzyskał na WPiA UMK stopień naukowy doktora nauk prawnych w zakresie prawa, specjalność: prawo cywilne. W 2004 na tym samym Wydziale na podstawie dorobku naukowego oraz rozprawy pt. Poczęcie i urodzenie się dziecka jako źródło odpowiedzialności cywilnej nadano mu stopień doktora habilitowanego nauk prawnych w zakresie prawa, specjalność: prawo cywilne. Rozprawa ta w 2005 została wyróżniona w XL Konkursie miesięcznika Państwo i Prawo na najlepszą pracę habilitacyjną.
W 1990 został zatrudniony w WPiA UMK. Odbył aplikację sądową i radcowską, złożył egzamin sędziowski i radcowski. W 1996 został wpisany na listę radców prawnych. W latach 2005–2008 i 2008-2012 był prodziekanem do spraw studiów niestacjonarnych WPiA UMK. W 2006 objął stanowisko profesora nadzwyczajnego UMK. Od 2012 pełni na tej Uczelni funkcję dziekana Wydziału Prawa i Administracji, w którym jest też kierownikiem Katedry Prawa Cywilnego i Rodzinnego.

## Oskarżenie o plagiat
W grudniu 2011 ówczesne władze Wydziału Prawa i Administracji Uniwersytetu Mikołaja Kopernika w Toruniu zostały poinformowane o znamionach świadczących o prawdopodobieństwie dokonania plagiatu przez dra hab. Tomasza Justyńskiego w jego książce Prawo do kontaktów z dzieckiem w prawie polskim i obcym (Wolters Kluwer, Warszawa 2011). Zapożyczenia miały pochodzić z książki dr Nataschy Schulze pod tytułem Das Umgangsrecht. Die deutsche Reform im Kontext europäischer Rechtsentwicklung (Duncker Humblot, Berlin 2001). W lutym 2012, z polecenia rektora UMK wszczęto postępowanie wyjaśniające, w ramach którego zwrócono się o opinię prawną do Instytutu Prawa Ochrony Własności Intelektualnej UJ w Krakowie. Opinia ta jednoznacznie wskazała, że doszło do naruszenia praw autorskich. Ponieważ w listopadzie 2012 sprawą zainteresowała się Prokuratura Okręgowa w Gdańsku, Rzecznik Dyscyplinarny UMK zawiesił postępowanie wyjaśniające, jakoby nie chcąc dublować procedur. Po interwencji telewizji TVN postępowanie to zostało wznowione i w związku z wykazanym naruszeniem zasady rzetelności i dobrych obyczajów w nauce, doprowadzając w konsekwencji do naruszenia praw autorskich Nataschy Schulze, sporządzono wniosek dyscyplinarny o wszczęcie postępowania dyscyplinarnego i ukaranie obwinionego.
W lutym 2016 Prokuratora Okręgowa w Gdańsku poinformowała rektora Uniwersytetu Mikołaja Kopernika w Toruniu o wydaniu postanowienia o przedstawieniu zarzutów Tomaszowi Justyńskiemu. Zarzuty dotyczą przywłaszczenia autorstwa lub wprowadzenia w błąd co do autorstwa całości lub części cudzego utworu, a więc przestępstwa z art. 115 ust. 1. ustawy o prawie autorskim i prawach pokrewnych, zagrożonego karą pozbawienia wolności do lat 3. W związku z tym rektor UMK podjął decyzję o zwieszeniu Tomasza Justyńskiego w prawach nauczyciela akademickiego, a tym samym w obowiązkach dziekana Wydziału Prawa i Administracji UMK na okres sześciu miesięcy.
7 marca 2016 w celu przedstawienia zarzutów T. Justyński został zatrzymany przez Policję i przewieziony do gdańskiej prokuratury skuty i w więźniarce. Takie środki były konieczne, ponieważ dziekan Wydziału Prawa i Administracji UMK unikał kontaktu z prokuraturą, utrudniając w ten sposób postępowanie – unikał odebrania wezwań albo nie stawiał się na wezwania. W prokuraturze dziekan nie przyznał się do winy, odmówił też składania wyjaśnień.
Tomasz Justyński cały czas konsekwentnie zaprzecza wszystkim zarzutom, wskazując na ich pozamerytoryczne źródło w postaci konfliktów osobistych a obecnie twierdzi, że wszystkie toczące się przeciwko niemu postępowania są przedawnione.
Postanowieniem Sądu Okręgowego we Włocławku postępowanie karne zostało umorzone. Sąd w uzasadnieniu wskazał, że nie badał zarzutu plagiatu, ponieważ nastąpiło przedawnienie. Co do pozostałych zarzutów, tj. oszustwa i ukrywania się, Sąd wyraźnie podkreślił, że nie miały one miejsca, a zarzuty te zostały sformułowane przez Prokuraturę Okręgową w Gdańsku tylko na użytek postępowania, instrumentalnie, ażeby wydłużyć bieg terminu przedawnienia.

## Wybrane publikacje
- Poczęcie i urodzenie się dziecka jako źródło odpowiedzialności cywilnej, Kraków: „Zakamycze”, 2003.
- Prawo do kontaktów z dzieckiem w prawie polskim i obcym, Warszawa: Wolters Kluwer Polska, 2011[1].